# Niarada, Montana
Niarada, Montana (енгл. Niarada) насељено је место без административног статуса у америчкој савезној држави Монтана.

## Демографија
По попису из 2010. године број становника је 27, што је 23 (-46,0%) становника мање него 2000. године.
| Група             | 2000.      | 2010.      |
| Белци             | 28 (56,0%) | 13 (48,1%) |
| Афроамериканци    | 0 (0,0%)   | 0 (0,0%)   |
| Азијати           | 0 (0,0%)   | 0 (0,0%)   |
| Хиспаноамериканци | 2 (4,0%)   | 0 (0,0%)   |
| Укупно            | 50         | 27         |